# Рохамптонский университет

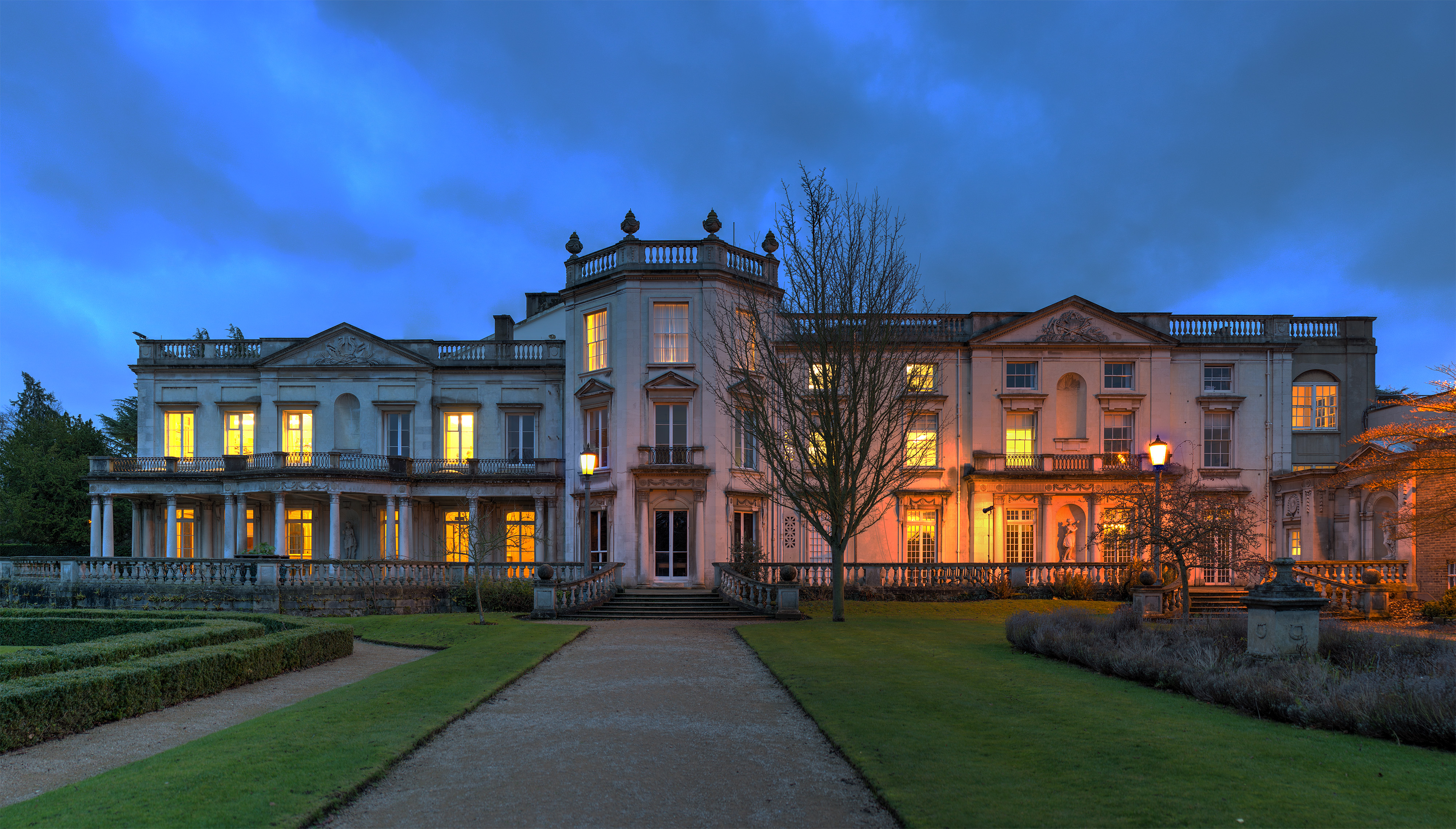
Гроув-хаус. Является частью Колледжа Фребеля.

Рохамптонский университет (англ. University of Roehampton) в Лондоне, бывший Рохамптонский институт высшего образования (англ. Roehampton Institute of Higher Education) государственный университет в Великобритании, расположенный на трёх основных участках в Рохамптоне, в лондонском боро Уондсуэрт. Рохамптонский институт ранее был равноправным партнёром вместе с Университетом Суррея в ныне распущенном Федеральном университете Суррея. В 2004 году Рохамптон стал университетом. В 2011 году он был переименован в Рохамптонский университет. Университет является одним из новых университетов.
Рохамптонский университет состоит из четырёх колледжей: Колледж Дигби Стюарт, Колледж Фребеля, Колледж Саутлендс и Колледж Уайтлендс. Академические факультеты Рохамптонского университета включают факультет бизнеса и права, факультет искусств, педагогический факультет, факультет гуманитарных и социальных наук, факультет наук о жизни и здоровье и факультет психологии. Рохамптонский университет является членом Европейской ассоциации университетов и университетов Великобритании.

## История
Университет уходит корнями в традиции четырёх входящих в его состав колледжей, все из которых были основаны в XIX веке как женские педагогические колледжи:
- Колледж Уайтлендс[англ.]. Основанный в 1841 году, колледж входит в пятёрку старейших учебных заведений по подготовке педагогов в Англии. Ведущий женский колледж Церкви Англии, это был первый колледж высшего образования в Великобритании, который принимал женщин. Он занимает участок площадью 14 акров с видом на Ричмонд-парк.
- Колледж Саутлендс[англ.]. Основанный в 1872 году, колледж берёт своё начало от своего методистского фонда. Он предлагает открытое и ценное сообщество для всех своих членов и регулярно организует ряд мероприятий, чтобы помочь в построении и поддержке сообщества.
- Колледж Дигби Стюарт[англ.]. Основан в 1874 году как педагогический колледж для женщин-католичек. Своим существованием колледж обязан Обществу Святого Сердца, члены которого продолжают поддерживать колледж и университет.
- Колледж Фребеля[англ.]. Основанный в 1892 году, колледж был создан для продвижения ценностей Фридриха Фребеля, немецкого педагога, который впервые разработал целостный взгляд на развитие ребёнка. Это один из крупнейших центров начальной подготовки учителей в Великобритании.

Все четыре колледжа были основаны для удовлетворения потребности в обучении детей из бедных и неблагополучных семей. В 1976 году четыре колледжа объединились в Институт высшего образования Рохамптона. Его первым ректором был Кевин Кеохейн, бывший профессор научного образования Колледжа науки и технологий Челси.
С 2011 года университет носит бренд University of Roehampton. Однако его официальным названием остаётся Рохамптонский университет (Roehampton University). В 2012 году последний колледж, Уайтлендс, был юридически объединён с университетом, в результате чего все колледжи были объединены в единую структуру управления.

## Услуги

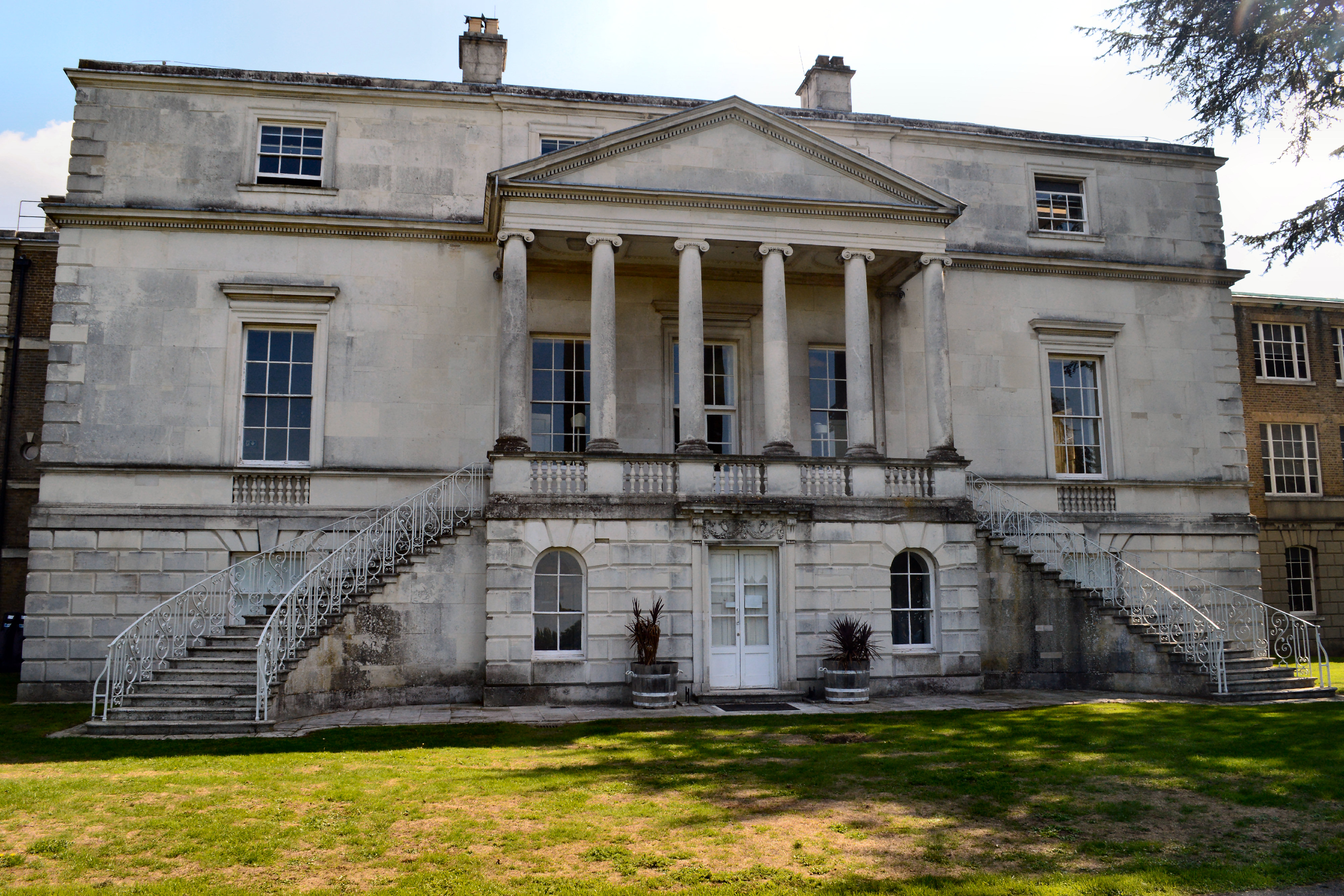
Паркстед-хаус был построен в 1760-х годах. Ныне Колледж Уайтлендс, один из старейших 4 колледжей Рохамптонского университета.

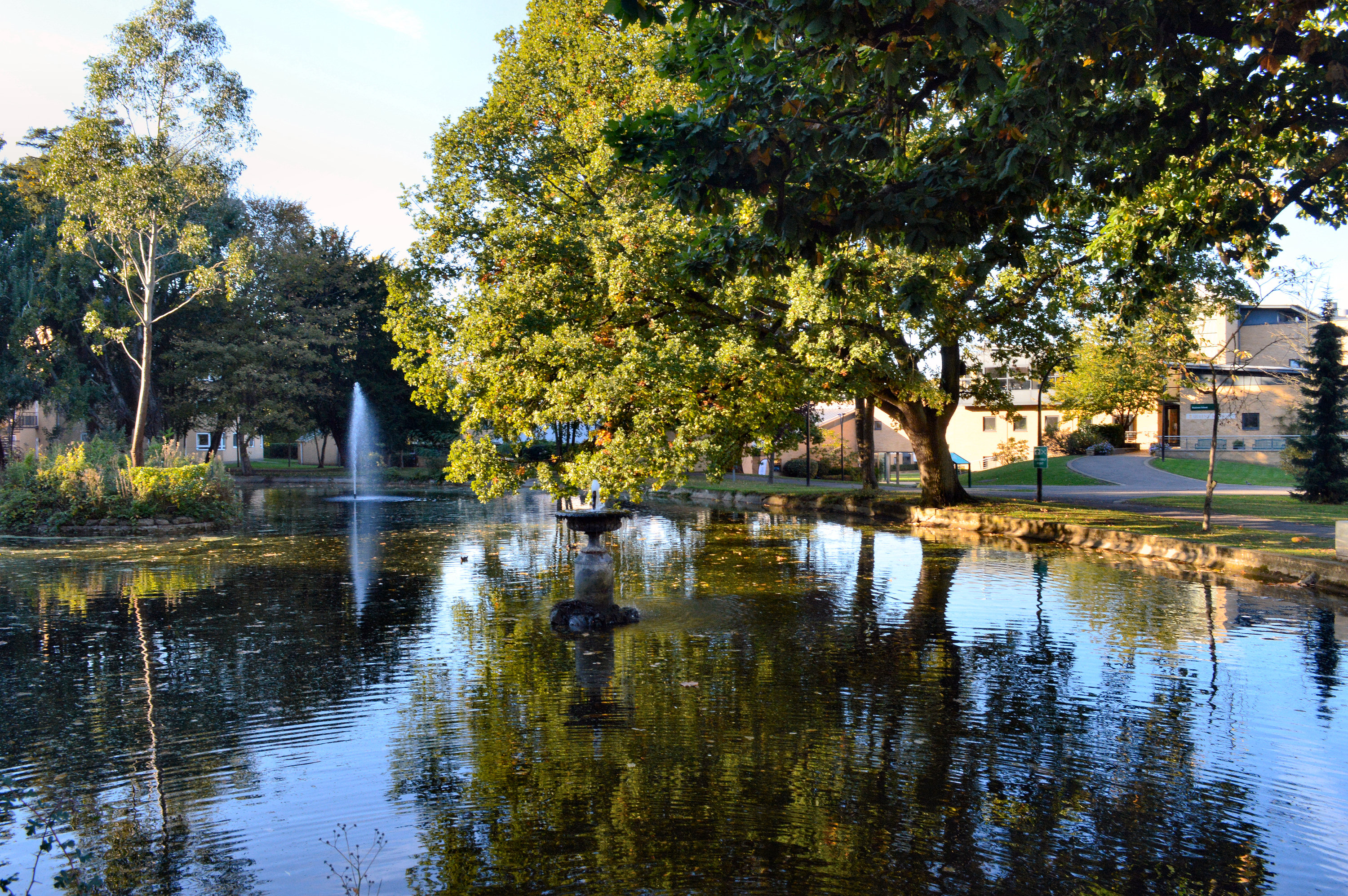
Озеро Саутлендс вокруг территории Колледжа Саутлендс.

### Специализированные объекты
В университете есть лаборатория биомеханики.

### Библиотека
В 2017 году университет открыл новую библиотеку, спроектированную Feilden Clegg Bradley Studios. В библиотеке находится коллекция Еврейского информационного центра, Центр марианской науки, коллекция ресурсов, охватывающая все вопросы, касающиеся Девы Марии, Архив королевы, включающий материалы о власти и управлении в Римско-католической церкви в Великобритании и Коллекция книг и архивных материалов Ричмал Кромптон, накопленных при жизни писательницы Ричмал Кромптон (1890–1969).

### Киберспорт
В университете есть киберспортивная арена с 20 компьютерами, а также помещения для прямых трансляций и редактирования видео. Рохамптонский университет стал первым университетом в Великобритании, предложившим стипендии для киберспорта.

## Репутация и положение
В исследовании по оценке исследований (RAE) 2008 года Рохамптонский университет занял первое место в стране по танцам и биологической антропологии. Десять из пятнадцати субъектов, представленных в работах, включали, по крайней мере, некоторую долю исследований, признанных ведущими в мире с точки зрения их оригинальности и значимости. 78% всех исследований, проводимых в университете, соответствовали международным стандартам.
По данным 2014 Research Excellence Framework (REF) Совета по финансированию высшего образования Англии, университет является самым наукоёмким университетом Великобритании из новых университетов. Рохамптонский университет представил работу более двух третей своего научного персонала в 13 предметных областях. Это самая высокая доля среди всех новых университетов. Танцы были самым популярным предметом: 94% исследований получили оценки 4* и 3*. Рохамптонский университет также занял 3-е место в Лондоне по качеству исследований в области педагогики и 4-е место по английскому языку. В целом, 66% исследований Рохамптонского университета были признаны ведущими в мире или превосходными на международном уровне.

## Рохамптонский студенческий союз
РСУ (Рохамптонский студенческий союз) является основной организацией студенческого представительства в университете. Он также является центром общественной деятельности и отвечает за организацию таких мероприятий, как Летний бал, который является крупнейшим событием учебного года. Мероприятие, которое проводится на территории кампуса и привлекает более 2000 студентов, сопровождается множеством музыкальных и развлекательных мероприятий. РСУ имеет 12 различных баров, кафе и ресторанов, разбросанных по территории кампуса.
В сентябре 2013 года Рохамптонский студенческий союз получил 226 900 фунтов стерлингов от Зелёного фонда студентов NUS за инициативу в области устойчивого развития с упором на выращивание продуктов питания в городах. Проект называется Гроухамптон. В Гроухамптоне работает кафе Hive, а также обычный рынок, где продаются продукты, произведённые студентами и небольшими местными организациями.
Союз управляет Fresh Network для студенческих СМИ.

## Ректоры и вице-ректоры
Дама Жаклин Уилсон была назначена ректором университета в августе 2014 года, сменив на этом посту первого ректора Джона Симпсона (2004–2014). Она также является научным сотрудником, преподающим модули.
Вице-ректор университета — профессор Жан-Ноэль Эзингерд, сменивший профессора Пола О’Прея в мае 2019 года. Бывший вице-ректор О’Прей был назначен кавалером Ордена Британской империи (CBE) в списке наград королевы в честь 90-летия за его заслуги перед высшим образованием и литературной историей Первой мировой войны.

## Известные выпускники
- Тоби Анстис[англ.], радио-диджей
- Майк Бейли, актёр
- Лин Браун[англ.], политик
- Джек Гэррет, певец
- Джон Гилберт[англ.], библиограф
- Джон Гудмен[англ.], футболист
- Мэт Генри[англ.], актёр и певец
- Рэйчел Джон[англ.], актриса и певица
- Эллисон Джул[англ.], профессор, писательница
- Дэниел Китсон[англ.], комик
- Самира Махмальбаф, иранский кинорежиссёр и сценарист
- Хелен Меткалф[англ.], педагог и политик
- Ализ Лили Маунтер[англ.], Мисс Англия[англ.] 2011 года
- Броди Нойеншвандер[англ.], художник и каллиграф
- Дэниел Перес, Мисс Гибралтар[англ.] 2007 года
- Рита Рамнани[англ.], актриса и танцовщица
- Крис Робшоу, капитан команды Харлекуинс и сборной Англии по регби
- Дэвид Россдейл[англ.], епископ Гримсби[22]
- Джумин Сангаре[англ.], футболист[23]
- Даррен Шен[англ.], писатель[24]
- Джо Тиллен[англ.], футболист
- Дипак Трипати[англ.], историк
- Ламорна Уоттс[англ.], актриса
- Тим Вулкок[англ.], художник